# Пелам (Массачусетс)
Пелам (англ. Pelham) — місто (англ. town) в США, в окрузі Гемпшир штату Массачусетс. Населення — 1280 осіб (2020).

## Демографія
Згідно з переписом 2010 року, у місті мешкала 1321 особа в 549 домогосподарствах у складі 368 родин. Було 570 помешкань
Расовий склад населення:
| - 93,5 % — білих - 1,7 % — чорних або афроамериканців - 1,7 % — азіатів - 0,2 % — корінних американців |

До двох чи більше рас належало 2,0 %. Частка іспаномовних становила 3,1 % від усіх жителів.
За віковим діапазоном населення розподілялося таким чином: 18,2 % — особи молодші 18 років, 65,2 % — особи у віці 18—64 років, 16,6 % — особи у віці 65 років та старші. Медіана віку мешканця становила 48,8 року. На 100 осіб жіночої статі у місті припадало 94,3 чоловіків;  на 100 жінок у віці від 18 років та старших — 90,5 чоловіків також старших 18 років.
Середній дохід на одне домашнє господарство  становив 116 789 доларів США (медіана — 92 250), а середній дохід на одну сім'ю — 134 473 долари (медіана — 98 750). Медіана доходів становила 63 882 долари для чоловіків та 57 841 долар для жінок. За межею бідності перебувало 4,0 % осіб, у тому числі 0,0 % дітей у віці до 18 років та 5,4 % осіб у віці 65 років та старших.
Цивільне працевлаштоване населення становило 647 осіб. Основні галузі зайнятості: освіта, охорона здоров'я та соціальна допомога — 47,3 %, науковці, спеціалісти, менеджери — 11,0 %, будівництво — 8,5 %, роздрібна торгівля — 6,2 %.